# Halalaimus jaltensis
Halalaimus jaltensis is een rondwormensoort uit de familie van de Oxystominidae.